# Chapelle Saint-Pierre de Thouzon
La chapelle Saint-Pierre de Thouzon est une chapelle romane située sur le territoire de la commune du Thor en Provence, dans le département français de Vaucluse en région Provence-Alpes-Côte d'Azur.
Elle se dresse sur le site du château de Thouzon, un ancien monastère fortifié ayant appartenu aux Bénédictins, à quelques pas de l'église Sainte-Marie de Thouzon.

## Historique
Le monastère fortifié de Thouzon (appelé aujourd'hui château de Thouzon) était initialement un prieuré dépendant de l'abbaye de Villeneuve-lès-Avignon.
La chapelle Saint-Pierre est un petit oratoire roman du XIe siècle qui fait l'objet (avec l'église Sainte-Marie et les restes des bâtiments conventuels) d'une inscription au titre des monuments historiques depuis le 18 juin 1987.

## Architecture
La chapelle Saint-Pierre, de très petites dimensions, est édifiée en moellon, l'utilisation de la pierre de taille étant limitée aux chaînages d'angle et à l'encadrement des baies.
Par contraste avec l'église Sainte-Marie, on notera l'absence d'appareil en arête-de-poisson (opus piscatum).

### La façade méridionale
La façade méridionale est percée d'une porte à linteau plat et aux piédroits constitués de gros blocs de pierre de taille.
Cette façade présente curieusement un très puissant contrefort, disproportionné par rapport à l'édifice et qui doit être un ajout tardif car on y distingue des fragments de frise en damier en réemploi.

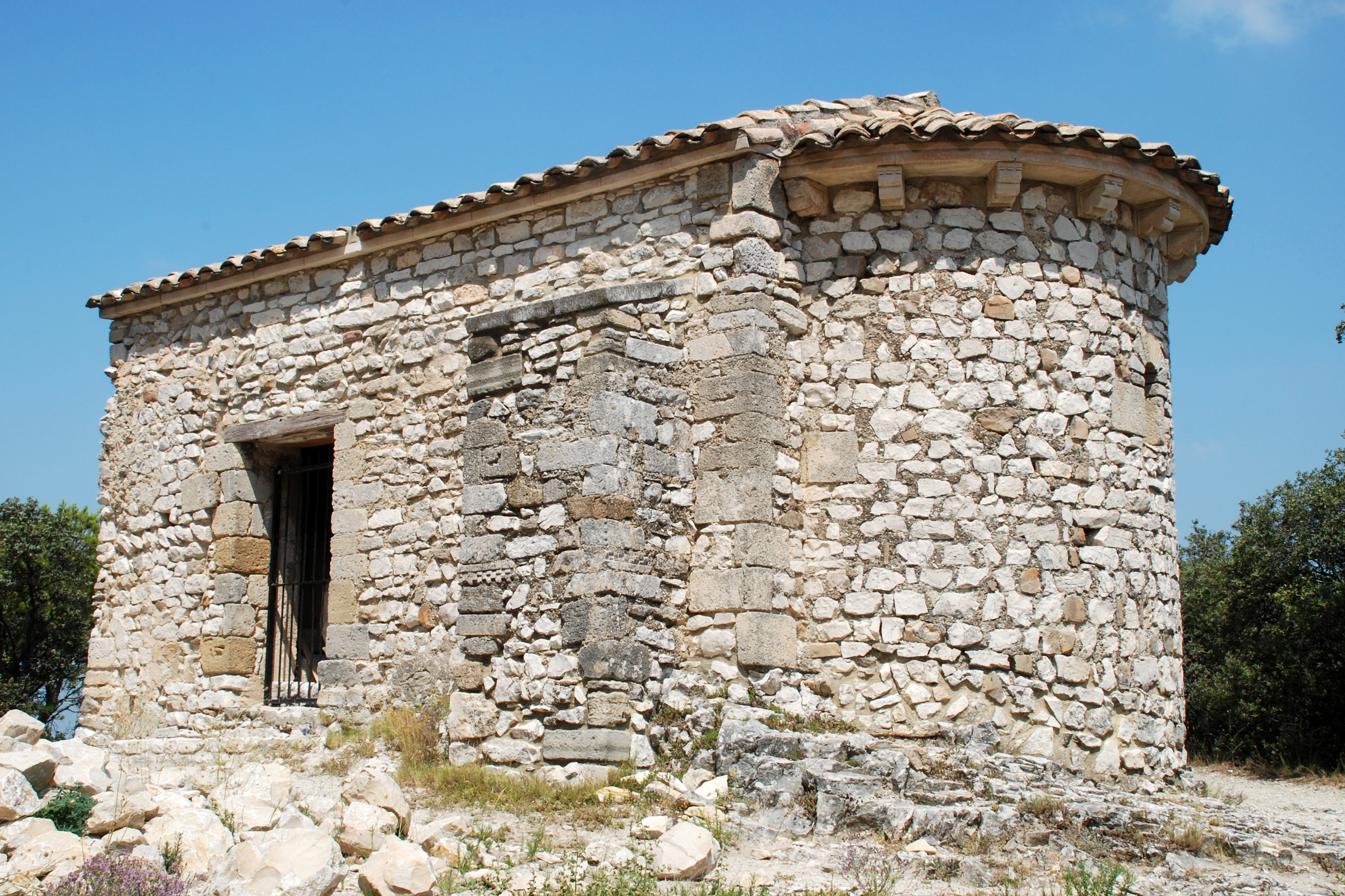
La façade méridionale et le chevet.

### Le chevet
La chapelle possède un chevet semi-circulaire tout simple, percé d'une minuscule fenêtre absidiale aux claveaux en pierre de taille bicolore.
Ce chevet est couronné d'une corniche saillante soutenue par de puissants corbeaux.

Le chevet et la fenêtre absidiale
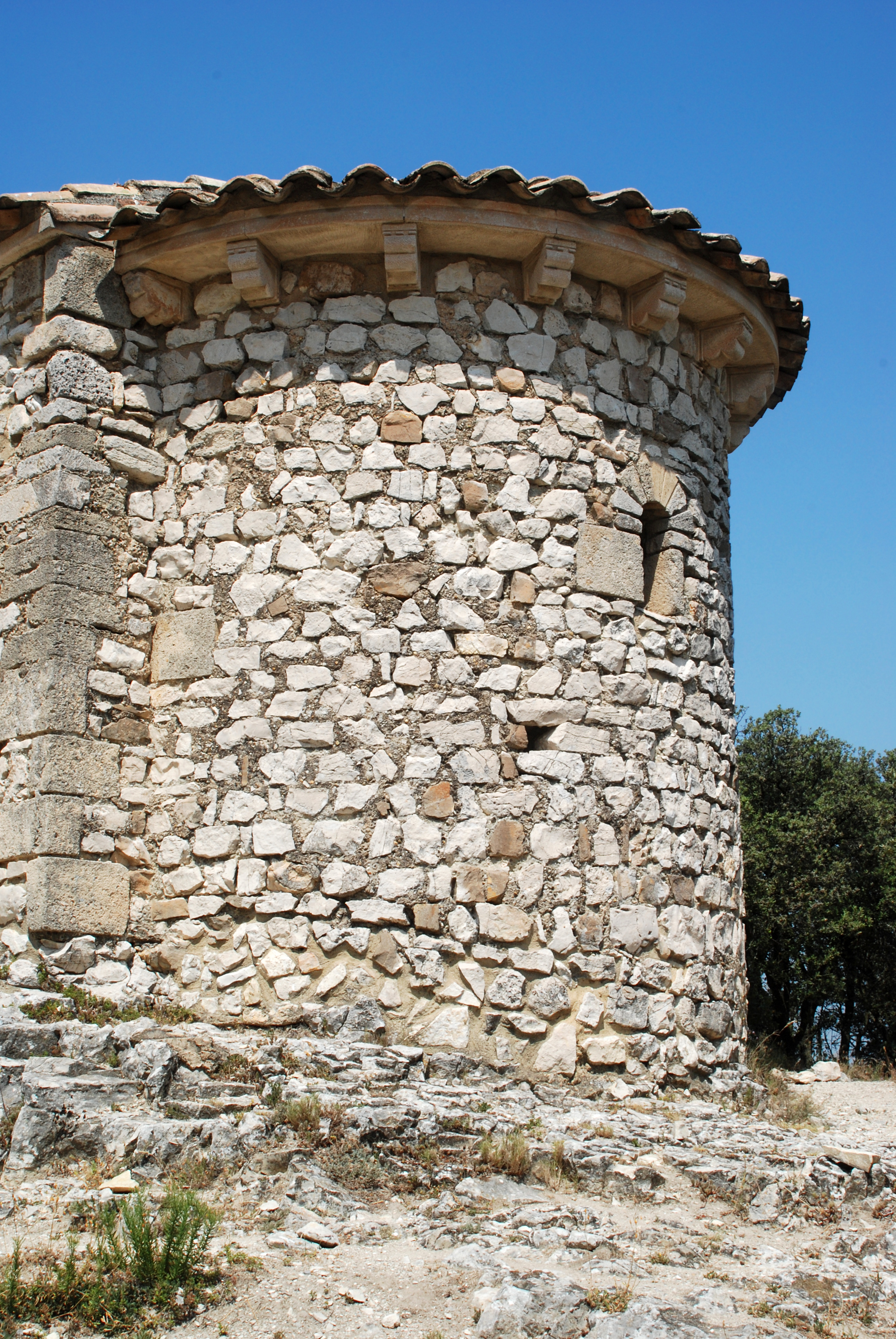
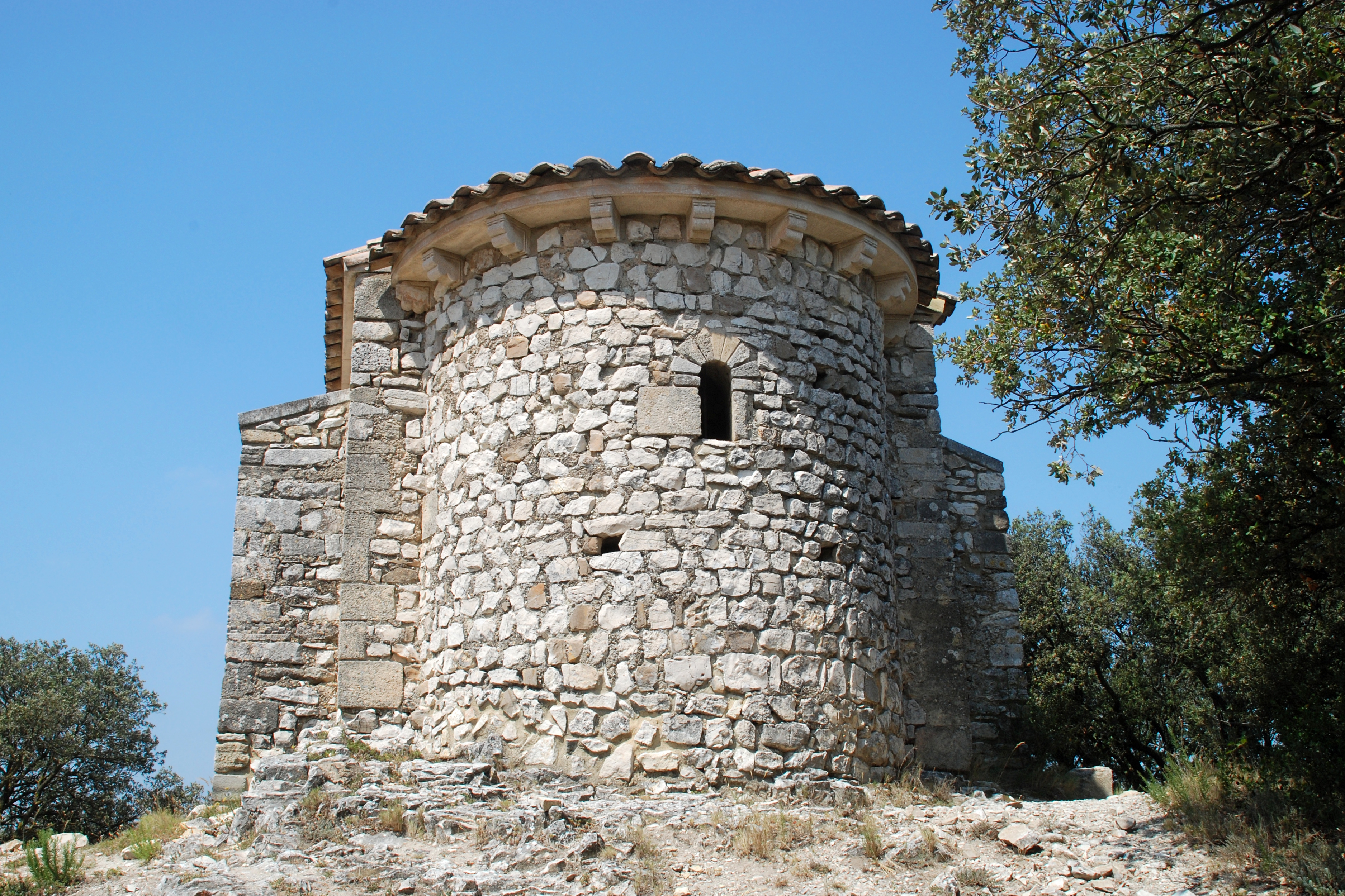
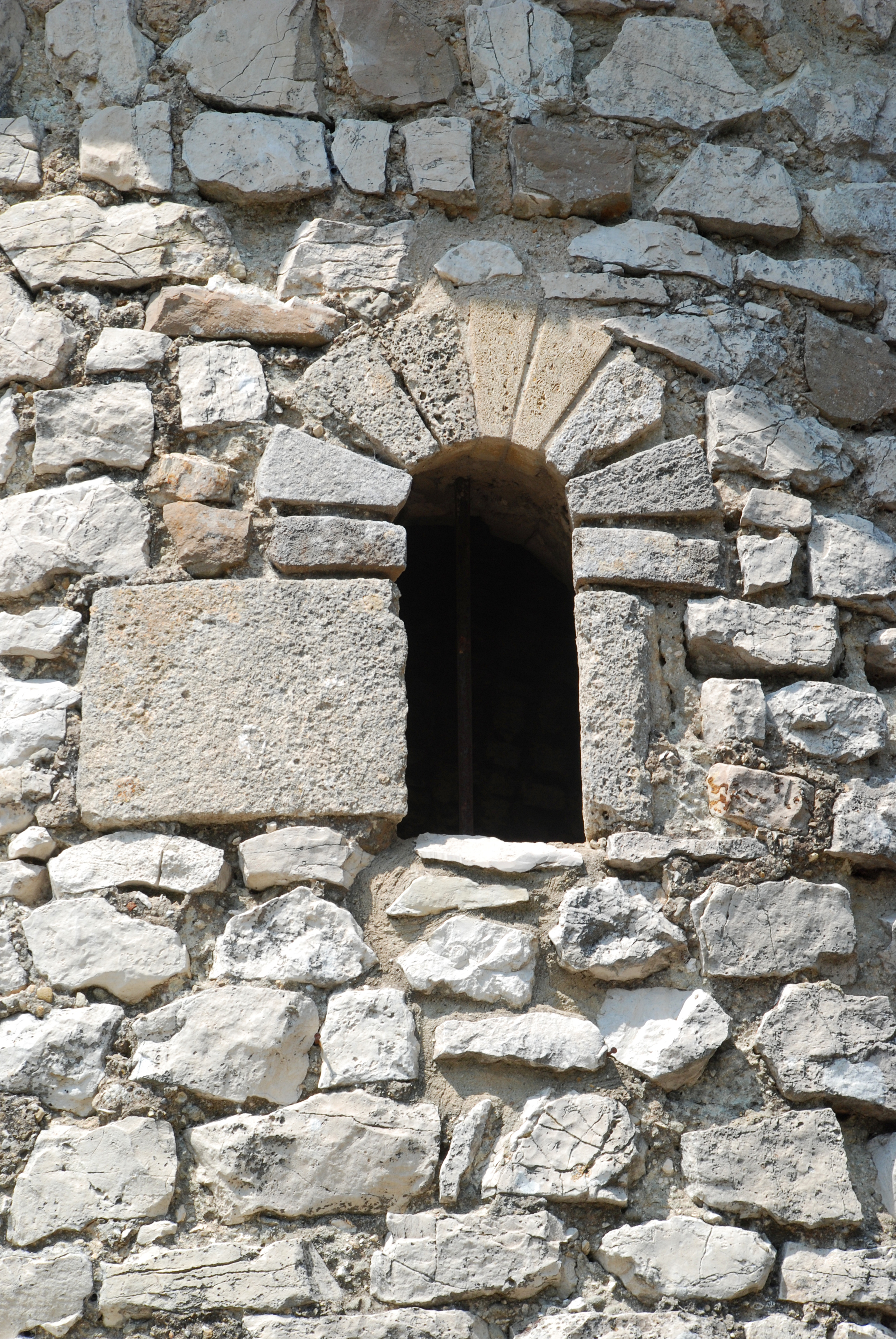